# Дарлинг, Грейс
Грейс Хорсли Дарлинг (англ. Grace Horsley Darling; 24 ноября 1815, Бамборо, Нортумберленд — 20 октября 1842, Бамборо, Нортумберленд) — национальная героиня Великобритании, спасшая вместе со своим отцом Уильямом Дарлингом 7 сентября 1838 года людей с тонущего парохода «Фортафшир».

## Биография
Отец был смотрителем маяка Лонгстоун, там прошли детство и юность Грейси. Повзрослев, она стала помогать отцу.
7 сентября 1838 года Грейс дежурила на маяке; начинался сильный шторм. В этот день был спущен на воду британский пароход «Фортафшир». По неизвестным причинам капитан «Фортафшира» отправился к скалистым берегам в окрестностях маяка Лонгстоун. От чрезмерного давления взорвались котлы, и судно выбросило на скалы.
Грейс вместе со своим отцом на маленькой рыбацкой лодке бросились на помощь терпящим бедствие. Из-за малых размеров лодки девушке пришлось несколько раз подплывать к «Фортафширу» для спасения людей. С разбитого корабля спаслись всего 9 человек из 60. Они находились на скале после кораблекрушения. Грейс их увидела в телескоп с маяка благодаря тому, что они поднимались на верх скалы и махали руками. Грейс и её отец поплыли на лодке к ним. В лодку сначала взяли только 5 человек: одного раненого, женщину и троих самых сильных мужчин. Остальные бы не вошли. Лодка вернулась второй раз за оставшимися уже без Грейс. После этого в течение нескольких дней Грейс и её мать ухаживали за ранеными. А после того как погода улучшилась, спасённых людей доставили в больницу на материк. На руках у женщины, которую спасли, насмерть замерзли два младенца, пока подоспела помощь. Отец Грейс не позволил брать в лодку мёртвых детей. При посадке в лодку этой женщины другим мужчинам и Грейс пришлось применять силу, поскольку женщина не хотела оставлять тела своих детей на скале.
Поначалу на подвиг Грейс Дарлинг и её отца не обратили внимания. Газеты пестрили заголовками об ужасной трагедии, а полиция была занята поиском виновных. Но через некоторое время поступок Грейс был оценён британцами. О девушке начали писать в газетах. В честь неё поэты слагали стихи, художники рисовали её портреты. Дарлингам вручили несколько сотен фунтов, а Королевское общество спасения наградило их золотыми медалями и подарило серебряный чайник.
В начале 1842 года Грейси Дарлинг отправилась в Бамборо навестить свою сестру, но в дороге серьёзно простудилась. В октябре 1842 года Грейс Дарлинг умерла от пневмонии. Уильям Вордсворт написал в её честь стихотворение. В Бамборо действует музей, посвящённый её подвигу.